# Migrazioni umane preistoriche

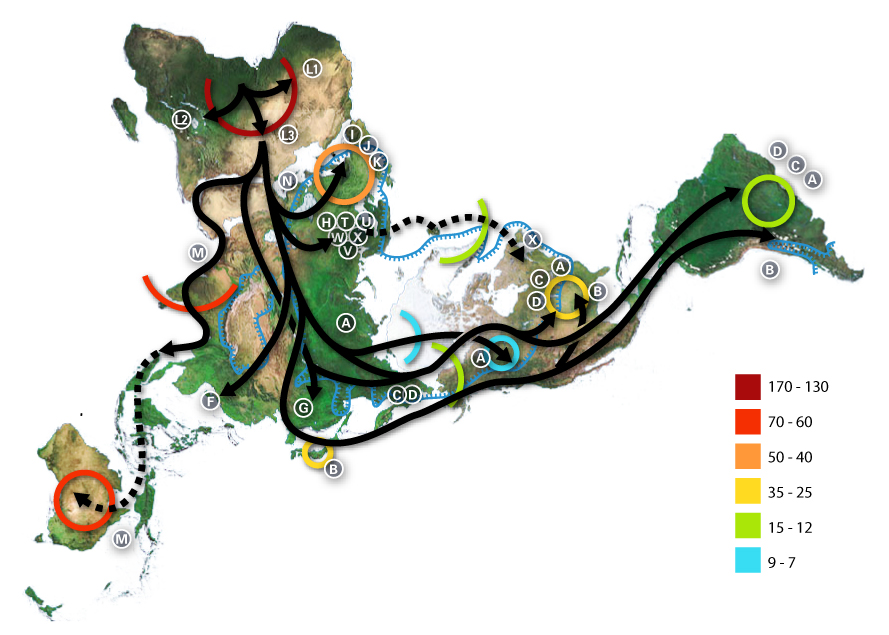
Mappa, con Polo Nord al centro, di migrazioni Homo sapiens ricavate dall'analisi degli Aplogruppi mitocondriali umani, quindi matrilineari. (I numeri sono i millenni prima del presente).
Legenda:
- Africana: L, L1, L2, L3, L3
- Vicino Oriente: N
- Dell'Europa meridionale: J, K
- Generalmente europee: H, V
- Nord Europa: T, U, X
- Asiatici: A, B, C, D, E, F, G (nota: M è composta da C, D, E e G)
- Nativi americani: A, B, C, D, ed a volte X

Per migrazioni dell'uomo si intende la diffusione umana sulla superficie terrestre e lo studio di questa su basi principalmente antropologiche, genetiche, linguistiche e socio-culturali.
La diffusione si riferisce sia all'uomo, ovvero ominidi progenitori nostri, classificabili sotto diversi generi tassonomici che originarono in Africa all'inizio dell'era quaternaria, sia all'uomo moderno, Homo sapiens. Questi studi rientrano in una porzione fondamentale dello studio e nella comprensione della preistoria.
 La maggior parte del lavoro sperimentale tende a convalidare le teorie Out of Africa I e Out of Africa II, rispettivamente e principalmente relative all'esodo dal continente africano, in una prima antica ondata dell'Homo erectus, ed in una seconda, molto più recente, dell'Homo sapiens.
Parte del lavoro riguardante le migrazioni sapiens si basa in buona parte sulle acquisizioni recenti della genetica e della linguistica, in particolare sugli studi di Luigi Luca Cavalli-Sforza e sulle tassonomie linguistiche relazionate alla parentela genetica, di Merritt Ruhlen. Le tecnologie recenti di analisi genetica hanno permesso il tracciamento, con buone probabilità di coerenza al vero delle linee ereditarie materne e paterne, tramite lo studio del genoma mitocondriale, trasmesso matrilinearmente, e del genoma del cromosoma Y, patrilineare.

## Prime migrazioni presapiens
L'ipotesi Out of Africa I è l'ipotesi paleoantropologica dominante tra le teorie che tendono a descrivere le prime migrazioni umane avvenute, ad opera dell'Homo erectus, da 1,8 a 1,3 milioni di anni fa.
Due milioni e seicentomila anni fa l'uomo esce dalla nicchia ecologica principale dei primati, prevalentemente tropicale. Il fatto che una specie di scimmia catarrina (di preferenza erbivora) entri in competizione coi carnivori sembra in prima ipotesi esclusivamente associabile allo sviluppo di una cultura, ossia di un insieme di conoscenze acquisite e condivise dalla comunità e trasmesse sistematicamente alla progenie. Il comportamento carnivoro pone le basi per una diffusione della specie sul territorio e quindi per una serie di migrazioni successive. La prima evidenza sicura di una migrazione fuori dall'Africa di H.erectus risale a 1,7 milioni di anni fa.
Si ipotizza che i primi membri del genere Homo, cioè Homo ergaster, Homo erectus e Homo heidelbergensis, circa 2 milioni di anni fa, migrarono dall'Africa durante il Pleistocene inferiore,  probabilmente a causa del funzionamento della pompa sahariana, e si dispersero per la maggior parte del vecchio mondo, arrivando fino a sud-est asiatico.
La teoria della pompa del Sahara è un'ipotesi che spiega come la flora e la fauna migrarono tra Eurasia e Africa, attraverso un ponte di terra levantina. La teoria osserva che lunghi periodi di piogge abbondanti, periodi pluviali della durata di molte migliaia di anni, in Africa sono associati ad una fase "Sahara umido" durante la quale grandi laghi e fiumi poterono esistere con conseguenti cambiamenti faunistici nella zona. Indipendentemente dalla aridità del Sahara, la migrazione lungo il corridoio fluviale s'interruppe quando, durante una fase desertica, 1,8-0,8 milioni d'anni fa, il Nilo cessò di scorrere completamente, limitandosi a scorrere solo temporaneamente in altri periodi, causa sollevamento geologico (Swell nubiano) della regione.
In dettaglio si ipotizzano due periodizzazioni:
1. un primo periodo umido, restringendo le latitudini del deserto, ha consentito la colonizzazione dei territori orientali del Sahara e del Nordafrica[2];
2. un successivo periodo più secco ha indotto la colonizzazione del resto dell'Africa subsahariana[3].

Se la colonizzazione dell'Asia ha seguito presumibilmente le direttrici del Sinai e dello Yemen, per quanto riguarda la colonizzazione dell'Europa i dati probabilmente non sono ancora sufficienti. Tra 1,8 e 1,6 milioni di anni fa non ci furono periodi nei quali il livello del mare si abbassò talmente da formare un passaggio nello Stretto di Gibilterra o nel Canale di Sicilia, ma, in particolare, non si rilevano inoltre fossili in Spagna o Italia da riferire a tale epoca.
La data di dispersione originaria oltre l'Africa coincide praticamente con la comparsa di Homo ergaster nei reperti fossili, e la comparsa degli strumenti litici olduvaiani. Siti chiave per questa prima migrazione fuori dell'Africa sono Riwat, in Pakistan (1,9 Ma), Ubeidiya nel Levante (1,5 Ma) e Dmanisi nel Caucaso (1,7 Ma).
La Cina è stata popolata più di un milione di anni fa; manufatti in pietra di 1,66 Ma son stati rinvenuti nel bacino del Nihewan. Utensili di pietra trovati presso il sito di Xiaochangliang sono stati datati a 1,36 milioni di anni fa. I reperti archeologici del sito di Xihoudu nella provincia dello Shanxi datano la prima utilizzazione del fuoco di Homo erectus a 1,27 Ma.
Il Sud-Est asiatico (Giava) è stato raggiunto circa 1,7 milioni di anni fa (Meganthropus). L'Europa occidentale è stata per la prima volta popolata circa 1,2 milioni di anni fa (Sierra de Atapuerca, in Spagna).
Si è suggerito che l'Homo erectus possa avere costruito zattere e navigato oceani, una teoria che ha sollevato dubbi e polemiche.
Le diverse ondate migratorie di H. erectus ebbero esiti differenti, potendo determinare sia l'occupazione effimera del nuovo territorio che una colonizzazione stabile. Questo condiziona un quadro archeologico che si presenta di complessa lettura: per tal motivo vi sono diverse tesi con differenti gradi di verosimiglianza, su quale e quante specie ominine abbiano migrato, nonché sul quando e sul dove.
Con il recente importante sviluppo della paleogenetica si è potuto comprendere che Homo erectus, trasferito in Eurasia, si sia evoluto in Neanderthalensis e Homo di Denisova. In seguito, Homo heidelbergensis è migrato anch'egli in Eurasia, dove, dopo essersi ibridato con Neanderhal e Denisova, è tornato in Africa. È da questo ceppo che si è sviluppato Homo sapiens: questo giustifica anche la recente scoperta di DNA di Neanderthal anche nelle popolazioni africane, che precedentemente non si pensava esistesse.

## Seconde migrazioni sapiens
Esistono teorie più o meno condivise sulle origini dell'uomo contemporaneo. Esse riguardano il rapporto tra gli uomini moderni e gli altri ominidi.
L'origine africana dell'Homo sapiens è il modello paleoantropologico dominante tra le teorie che tendono a descrivere l'origine e le prime migrazioni dell'uomo anatomicamente moderno.

È conosciuta anche come ipotesi dell'origine unica, fuori dall'Africa, ipotesi africana, teoria della migrazione dall'Africa (dall'inglese: Out of Africa o Out of Africa 2), origine africana recente, ipotesi di un'origine unica e recente (RSOH, dall'inglese: Recent Single-Origin Hypothesis), Teoria del rimpiazzo (dall'inglese: Replacement Hypothesis).

L'ipotesi dell'origine unica, propone che gli uomini moderni si siano evoluti in Africa e che siano poi migrati all'esterno sostituendo quegli ominidi che erano in altre parti del mondo. 
Su di essa sussistono vastissime evidenze paleoantropologiche, date da diverse migliaia di ritrovamenti fossili, archeologiche, linguistiche, climatologiche (modificazioni climatiche e conseguenti selezioni della popolazione), genetiche  (mtDNA e nucleare, in particolare Aplogruppi del cromosoma Y)
.

I dati molecolari condotti mediante marcatori non ricombinanti, come il DNA mitocondriale, sostengono questa ipotesi. L'analisi filo-geografica ha infatti mostrato che il popolamento dei continenti da parte dell'uomo moderno è proceduto ad ondate successive a partire dal continente africano.

### Dettagli sulle migrazionisapiens
È opportuno sottolineare che la velocità della migrazione è stata calcolata in 1 km all'anno via terra e 3/4 km annui lungo le coste. La descrizione, anche se probabile, è del tutto ipotetica e parziale.
- forse 70-75 000 anni fa (comunque in epoca da precisare) dalla parte orientale dell'Africa del Nord parte un'espansione che segue la costa meridionale dell'Asia, fino all'India ed al Sud Est asiatico
- dal SudEst asiatico partono due rami: uno verso Nord, in Cina (67 000 anni fa), Vietnam sempre solo sulla costa
- l'altro ramo si dirige a Sud fino alla Nuova Guinea e all'Australia (60 000-55 000 anni fa).
- navigano lungo la costa Est dell'Asia verso Nord,
- tra 50-30 000 anni fa si ha il primo passaggio della Beringia (non si sa se per via di terra o per navigazione in quanto la Beringia è rimasta emersa solo tra 25 e 10 000 anni fa). Inizia quindi il popolamento delle Americhe.
- inizia il popolamento dell'Asia centrale.
- 45-40 000 anni fa, ha inizio il popolamento del Medio Oriente a partire dall'Asia del Sud e dall'Africa nordorientale.
- verso 40 000 anni fa ha inizio il popolamento dell'Europa dal Sud Est (Medioriente) e dall'Est (Asia).[20].
- 25-10 000 anni fa ulteriore popolamento dell'Africa a Nord dell'Equatore
- il Nord del Medio Oriente viene occupato da una popolazione in partenza dalla Turchia e successivamente dalla regione kurgan, ambedue parlanti lingue indoeuropee e ambedue dirette in Europa.
- l'ultima grande espansione è quella delle lingue altaiche che, cominciata 2300 anni fa, continua fin quasi ai nostri giorni, sostituendo le lingue indoeuropee che erano parlate precedentemente in Asia centrale e in Turchia.